# WAYY
Koordinaten: 44° 49′ 51″ N, 91° 26′ 58″ W
WAYY oder WAYY-AM (Branding: „Newstalk 790“; Slogan: „The Station You Can Depend On“) ist ein US-amerikanischer Hörfunksender aus Eau Claire im US-Bundesstaat Wisconsin. WAYY sendet auf der Mittelwellen-Frequenz 790 kHz. Das Sendeformat ist auf Talkradio ausgerichtet. Eigentümer und Betreiber ist die Maverick Media of Eau Claire License LLC.